# جيفرسون مونرو لافي
جيفرسون مونرو لافي (بالإنجليزية: Jefferson Monroe Levy)‏ هو محامي وسياسي أمريكي، ولد في 16 أبريل 1852 في نيويورك في الولايات المتحدة، وتوفي بنفس المكان في 6 مارس 1924. حزبياً، نشط في الحزب الديمقراطي. وقد انتخب عضو مجلس النواب الأمريكي.